# ジェリー・シコサナ
ジェリー・シコサナ（Jerry Sikhosana、1969年6月8日 - ）は、南アフリカの元サッカー選手。元南アフリカ代表。ポジションはフォワード。

## 来歴
1996年に南アフリカ代表デビュー。1998 FIFAワールドカップにも出場した。南アフリカ代表で10試合に出場した。

## 代表歴

### 出場大会
- 南アフリカ代表
  - 1998 FIFAワールドカップ

### 試合数
- 国際Aマッチ 10試合 0得点（1996年-1998年）[1]

| 南アフリカ代表 | 国際Aマッチ | 国際Aマッチ |
| 年             | 出場        | 得点        |
| -------------- | ----------- | ----------- |
| 1996           | 4           | 0           |
| 1997           | 3           | 0           |
| 1998           | 3           | 0           |
| 通算           | 10          | 0           |